# Разказите на Костенурките нинджа
„Разказите на Костенурките нинджа“ (на английски: Tales of the Teenage Mutant Ninja Turtles) е американски анимационен сериал за стрийминг платформата „Парамаунт+“. Базиран на героите във франчайза „Костенурките нинджа“ по идея на Питър Лиърдж и Кевин Ийстман, той се развива във вселената на филма „Костенурките нинджа: Пълен хаос“ (2023) и служи като мост между филма и планираното продължение.
Майка Аби, Шамън Браун-младши, Никълъс Канту, Брейди Нун и Айо Едебири се завръщат с ролите си след „Пълен хаос“. По време на производството на филма продуцентите Сет Роугън и Евън Голдбърг решават да разработят телевизионен сериал за стрийминг. Сериалът е обявен през юли 2023 г., като Йост и Уан са назначени като изпълнителни продуценти и шоурънъри. Той е продуциран от „Никелодеон Анимейшън Студио“ и „Пойнт Грей Пикчърс“, а анимацията е осигурена от „Титмаус“.
Сериалът се излъчва премиерно по стрийминг платформата „Парамаунт+“ на 9 август 2024 г., съдържащ 12 епизода.

## Актьорски състав и герои

### Главни герои
- Майка Аби – Донатело[3]
- Шеймън Браун младши – Микеланджело[3]
- Никълъс Канту – Леонардо[3]
- Брейди Нун – Рафаел[3]
- Айо Едебири – Ейприл О'Нийл[3]

### Второстепенни и гостуващи роли
- Роуз Бърн – Лийдърхийд[3]
- Наташа Деметриу – Уингнът[3]
- Остин Пост – Рей Филет[3]
- Алана Убач – Бишъп[3]
- Пийт Дейвидсън – Род[3]
- Кристофър Минц-Плас – Пиджън Пийт[3]
- Тимъти Олифант – Голдфин[3]
- Джилиън Бел – Змиорката Лий[3]
- Дани Трехо – Мустанга Сали[3]
- Карлин Джеймс – Хун[4]
- Хамила Веласкес – Ангел[4]

## Епизоди
- 1. Леонардо и неговото испитание
- 2. Майки и правилният избор
- 3. Рафаело и силата на мисълта
- 4. Дони и битката на умовете
- 5. Бишъп и коварният капан
- 6. Нощта на мехазоидите
- 7. Раф срещу водата
- 8. Майки поема контрол
- 9. Сплинтър и Ейприл хващат златна рибка
- 10. Дони се гмурка в дълбокото
- 11. Леонардо изпитва себе си
- 12. Перлата

## В България
В България сериалът започва излъчване по локалната версия на „Никелодеон“ от 29 септември 2024 г. с разписание всеки уикенд от 12:00 ч. Дублажът е нахсинхронен в студио „Про Филмс“.